# Чиримидо
Чиримидо (итал. Cirimido) — коммуна в Италии, располагается в регионе Ломбардия, подчиняется административному центру Комо.
Население составляет 1914 человек, плотность населения составляет 957 чел./км². Занимает площадь 2 км². Почтовый индекс — 22070. Телефонный код — 031.
Покровительницей коммуны почитается святая Кристина, празднование в третье воскресение июля.